# Ardisia jamaicensis
Ardisia jamaicensis é uma espécie de planta da família Myrsinaceae. É endêmica da Jamaica.